# Onze-Lieve-Vrouw-Tenhemelopnemingkerk (Nieuwenrode)

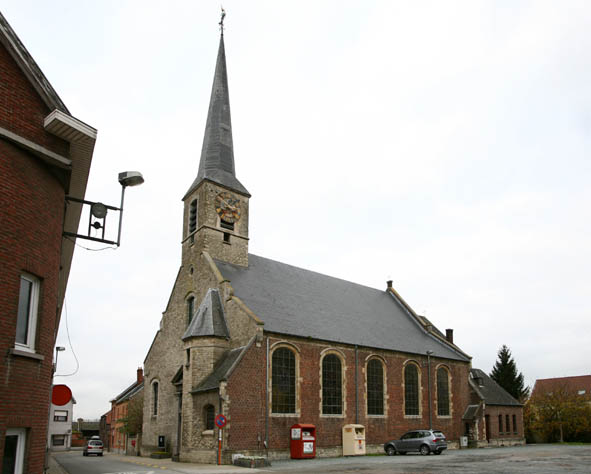
Onze-Lieve-Vrouw-Tenhemelopnemingkerk

De Onze-Lieve-Vrouw-Tenhemelopnemingkerk is de parochiekerk van de tot de Vlaams-Brabantse gemeente Kapelle-op-den-Bos behorende plaats Nieuwenrode, gelegen aan de Kerkstraat 18.

## Geschiedenis
Het patronaatsrecht van de parochie berustte bij de Abdij van Grimbergen. In de 12e eeuw was er een kloosterkapel die in 1613 werd vervangen door een nieuw kerkgebouw. In 1750 werd deze kerk vergroot in classicistische stijl. In 1813 werd de kerk opnieuw uitgebreid.
In 1914 werd de kerk in brand gestoken door de Duitse bezetter. Het koor, het gewelf en de traptoren moesten worden herbouwd, wat in 1923 geschiedde.
In 2010 moest het dak van de kerk hersteld worden. In 2021 vatte schepen van patrimonium en cultuur Lena Ghysels (N-VA) het plan op om een dubbel gebruik te voorzien voor de kerk, maar in 2023 bleek dat er onduidelijkheid was over wie de eigenaar is van de kerk.

## Gebouw
Het betreft een driebeukige pseudobasiliek in voornamelijk classicistische stijl. De kerk heeft een driezijdig afgesloten koor. De westgevel is opgetrokken in zandsteen. Deze bevat een ingangsportaal dat geflankeerd wordt door Toscaanse pilasters en bekroond wordt door een driehoekig fronton. Merkwaardig is verder het traptorentje tegen de westgevel, dat echter in 1923 moest worden vernieuwd. Ook de oostgevel is in zandsteen terwijl de zijgevels in baksteen zijn uitgevoerd. Deze zijn voorzien van steekboogvensters.
Het kerkmeubilair is voornamelijk 19e-eeuws en in laatclassicistische en neoclassicistische stijl.